# Блокеј
Блокеј је метални додатак, полукружног облика, који се закивао на ђон ципеле или чизме. Обично се закуцавао на пету и врх пристију јер се сматрало да је тај део ђона најугроженији тј. да се највише хаба приликом ходања. Но и поред тога, што су се правили од гвожђа, блокеји су се у нормалној употреби, морали мењати због истошености на око два месеца.
Блокеју су поред тога имали више слобости. На леду су били клизави, на каменитој подлози бучни што није нарочито одговарало употреби у војсци.
Блокеји су се користили на цивилним ципелама до 60их година 20 века а на војничким чизмама нешто дуже.
Масовнијом применом пре свега гуме а потом и пластичних материјала за израду доњег дела обуће, скупи и осетљиви кожни ђон остаје да се примењује само на висококвалитетној обући, за употребу по сувом времену.